# Michael Rookherst Roberts
Michael Rookherst Roberts, DSO (* 24. Oktober 1894; † 30. August 1977) war ein britischer Militärhistoriker, Offizier und zuletzt Brigadegeneral der Britisch-Indischen Armee.

## Leben
Michael Rookherst Roberts, Sohn von R. G. S. Roberts, diente als Offizier und Stabsoffizier in der Britisch-Indischen Armee. Er war zwischen 1937 und 1940 Kommandeur des 2. Bataillons des Schützenregiments 10th Gurkha Rifles und zu Beginn des Zweiten Weltkrieges 1940 für einige Zeit Erster Generalstabsoffizier des nepalesischen Kontingents in der Britisch-Indischen Armee. Nachdem er zwischen dem 1. Oktober 1940 und Mai 1942 Kommandeur der 14. Indischen Brigade (Commanding Officer, 14th Indian Brigade) war, fungierte er zwischen Juni 1942 und dem 23. Juni 1944 als Kommandeur der in Burma eingesetzten 114. Indischen Brigade (Commanding Officer, 114th Indian Brigade). Als Nachfolger von Generalmajor Roland Richardson war Roberts als Brigadier von Juni 1942 bis zur Kommandoübernahme durch Generalmajor Thomas Corbett im September 1942 auch kommissarischer Kommandeur der 7. Indischen Infanteriedivision (7th Indian Infantry Division), der sogenannten „Golden Arrow Division“. Für seine Verdienste wurde er 1944 zum Companion des Distinguished Service Order (DSO) ernannt.
Michael Roberts wurde 1956 Historiker im Kabinettsamt (Cabinet Office), eine zentrale Behörde der britischen Regierung, deren Aufgabe es ist, den Premierminister und das Kabinett mit seinen Ministern in der Regierungsarbeit zu unterstützen, und übte diese Tätigkeit bis 1968 aus. 1957 übernahm er außerdem von General Sir Philip Christison das Ehrenamt als Colonel of the 10th Princess Mary’s Own Gurkha Rifles, das 1949 aus dem Schützenregiment 10th Gurkha Rifles hervorgegangen war, und bekleidete dieses Amt bis zu seiner Ablösung durch Generalleutnant Sir Richard Anderson 1959.
1919 heiratete Roberts Isabel Fisher († 1974), Tochter des Schiffseigners James Fisher.